# Pterorhynchus
Pterorhynchus is een geslacht van uitgestorven pterosauriërs behorend tot de groep van de Breviquartossa dat leefde tijdens het Laat-Jura in het gebied van het huidige China.
Pterorhynchus was een vrij kleine soort met een geschatte vleugelspanwijdte van ongeveer 85 centimeter. Hij was vermoedelijk een viseter.

## Vondst
De soort Pterorhynchus wellnhoferi werd in 2002 benoemd en voorlopig beschreven door de Amerikaanse amateurpaleontoloog Stephen Czerkas en de Chinese paleontoloog Ji Qiang. De beschrijving behandelt de osteologie, ofwel bouw van het skelet, slechts minimaal. De geslachtsnaam is afgeleid van het Klassiek Griekse pteron, 'vleugel' en rhynchos, 'snuit', een verwijzing naar de grote vleugelvormige kam op de snuit. De soortaanduiding eert de Duitse pterosauriërspecialist Peter Wellnhofer.
Het fossiel, holotype CAGS02-IG-gausa-2/M 608 (eerder DM 608), is bij Chifeng gevonden in de Daohugouformatie van Binnen-Mongolië, waarvan in 2002 nog algemeen werd gedacht dat die uit het Onder-Krijt stamde maar die nu in het Kimmeridgien wordt gedateerd; de beschrijvers gingen al uit van een herkomst uit het Jura; Ji stelt tegenwoordig zelfs dat Pterorhynchus behoort tot de Yanliao biota uit de Haifanggouformatie uit het Callovien. Lü Junchang gaf in 2007 een datering uit de bovenliggende Tiaojishanformatie, ook uit het Callovien.

## Beschrijving
Het holotype was door Czerkas verkregen van illegale fossielenhandelaren en in 2006 werd het bezit ervan door hem weer formeel aan China overgedragen; voorlopig is het in zijn Dinosaur Museum, of rondtrekkende tentoonstellingen daarvan, te bezichtigen. Het bestaat uit een vrijwel volledig skelet op een enkele plaat. Ook resten van de zachte delen — deze vormen het hoofdonderwerp van de beschrijving — zijn bewaard gebleven: haren, de vleugelmembranen, een roer aan het eind van de staart en een hoornuitgroei van de kam. Zulke kammen waren in 2002 niet bij andere meer basale pterosauriërs bekend met uitzondering van Austriadactylus. De schedel is langgerekt en plat en heeft een lengte van 118 millimeter. De snuit is iets omhoog gebogen. Midden op bevindt zich een licht verhoogde beenrichel met een ruwe, verticaal georiënteerde botstructuur. Door de preservering van de zachte delen is bij dit fossiel te zien dat de voorste rand daarvan overgaat in een scherpe lange punt van hoorn die onder een hoek van 40° schuin naar achteren steekt en iets naar achteren buigt. Het fossiel breekt af op de plaats waarop deze punt de lijn van de oogkassen bereikt heeft. Bij het levende dier bevond zich kennelijk een hoornlaag of bindweefsellaag tussen de punt en de bovenkant van de schedel; hiervan zijn stukken zichtbaar, bedekt met ovale schubben. Hoever die laag zich precies uitstrekte, is onbekend omdat het achterste deel van die bovenkant, inclusief mogelijke aanhechtingsstructuren, niet volledig is geprepareerd. Belichting door ultravioletstraling waardoor meer omzettingsresten oplichten, lijkt aan te tonen dat de kam tot en met de achterkant van de kop liep en dat de achterrand van de kam gebogen was. Ook worden dan in de kam een dozijn verstevigende ribbels zichtbaar die parallel lopen aan de ronde achterrand. Volgens de beschrijvers wijst dit erop dat de kam een aerodynamische functie had als stuurvlak en dat de ribbels ervoor dienden een wapperen te voorkomen. Aan de onderzijde van de kam is een aantal verticale strepen zichtbaar. De beschrijvers denken dat dit een camouflagepatroon vertegenwoordigt. Het zou dan het eerste zodanige patroon zijn dat van de pterosauriërs bekend is.
De onderkaken zijn langgerekt en tonen geen kam. Onder UV-verlichting echter wordt een enorme lel of keelflap zichtbaar die net zo lang is als de hele kop en bestaat een langer voorste en een korter achterste gedeelte. Het zou echter kunnen dat deze lel in feite een verplaatst losgeraakt vleugelmembraan is; het toont daarvan de typische ribbelstructuur. Czerkas gaf zelf eerst deze interpretatie, zodat de lel niet als zodanig in het benoemende artikel vermeld wordt, maar veranderde later van mening.
De tanden waren middelgroot, ongelijk in lengte, staan ver uit elkaar en zijn kegelvormig en licht gekromd. Er staan er negen paar (vijf in de praemaxilla, vier in de maxilla) in de bovenkaken, zeven paar in de onderkaken. De voorste zijn vrij klein en steken meer naar voren, de middelste zijn het grootst en staan haaks op de kaaklijn; naar achteren nemen de tanden in grootte af.
De nek was vrij kort en de ruggenwervels waren niet verbonden in een notarium. De staart neemt met zo'n veertig centimeter het grootste deel van de geschatte totale lengte van 675 millimeter voor zijn rekening. De basis bestaat uit kleine wervels om een zijwaartse beweging mogelijk te maken; de verdere staartwervels zijn verlengd en hebben sterk verlengde werveluitsteeksels om de staart te verstijven. Over de achterste twee derden is een laag uitstekend membraan zichtbaar dat diende als stabilisatieroer.
Bij de vleugel is het opperarmbeen vrij slank, de middenhandsbeenderen zijn kort. De uiterste twee kootjes zijn niet bewaard gebleven. Het bekken is tamelijk zwak gebouwd. De scheenbeenderen zijn langer dan de dijbeenderen. De voeten zijn niet bewaard gebleven.
Zowel op de rug als op de verschillende membranen zijn haarzakjes zichtbaar waaruit holle structuren ontspruiten. Dit wordt door de beschrijvers gezien als een aanwijzing dat de haren bij pterosauriërs homoloog zijn aan de protoveren van dinosauriërs en daarmee aan de veren van vogels. De vacht zou zelfs overeenkomen met de Fase II van de verenevolutie en dus bestaan uit pluimachtige structuren.

## Taxonomische classificatie
Pterorhynchus werd door Czerkas toegewezen aan de Rhamphorhynchoidea, waarmee eigenlijk geen natuurlijke groep wordt aangewezen maar alleen het negatieve feit gesteld wordt dat het een pterosauriër betreft die niet tot de Pterodactyloidea behoort. Een nadere bepaling gaf, zij het zonder enige onderbouwing, een echte groep aan: de Rhamphorhynchidae. Dit werd door Zhou Zhonghe in 2006 bevestigd. David Unwin meende in 2005 dat de soort meer bepaaldelijk tot de Scaphognathinae behoorde. Door het ontbreken van een goede beschrijving werd de soort echter niet opgenomen in exacte kladistische analyses zodat zijn positie nog onzeker was. Er werd wel gesuggereerd dat hij nauw aan de pterodactyloïden verwant zou zijn.
In 2014 publiceerde Brian Andres een analyse waarin Pterorhynchus uitviel als het meest basale bekende lid van de Darwinoptera en de zustersoort van de Wukongopteridae.